# بائوباب سوآرز
بائوباب سوآرز (نام علمی: Adansonia suarezensis) نام یک گونه از سرده بائوباب است.